# National Hockey League 1997-1998
La stagione 1997-1998 è stata la 81ª edizione della National Hockey League. La stagione regolare iniziò il 1º ottobre 1997 per poi concludersi il 19 aprile 1998, mentre i playoff della Stanley Cup terminarono il 5 giugno 1998. I Vancouver Canucks ospitarono l'NHL All-Star Game presso il General Motors Place il 18 gennaio 1998. Fra l'8 e il 24 febbraio vi fu un'interruzione per permettere ai giocatori di prendere parte al Torneo di hockey su ghiaccio alle Olimpiadi invernali di Nagano. La finale di Stanley Cup finì il 16 giugno con la vittoria dei Detroit Red Wings contro i Washington Capitals per 4-0. Per i Red Wings fu la nona Stanley Cup conquistata nel corso della loro storia, la seconda consecutiva.
Questa fu la prima stagione disputata dai Carolina Hurricanes, precedentemente noti come Hartford Whalers. Gli Hurricanes disputarono le loro partite casalinghe al Greensboro Coliseum, in attesa della costruzione di un nuovo impianto sportivo nella capitale Raleigh. Per le successive 14 stagioni non vi fu più alcun trasferimento di franchigia, fino al trasferimento degli Atlanta Thrashers divenuti Winnipeg Jets. Per l'ultimo anno si giocò secondo la suddivisione in quattro division ricalcate dalle quattro division originarie (Adams/Patrick/Norris/Smythe) dismesse dalla stagione 1993-1994. La lega optò per una nuova suddivisione in sei division, con criteri di inclusione strettamente geografici. Anche in preparazione ai giochi olimpici in Giappone i Vancouver Canucks e i Mighty Ducks of Anaheim aprirono la stagione regolare con due incontri disputati a Tokyo; fu la prima volta in cui un incontro di NHL si disputò lontano dal Nordamerica.

## Squadre partecipanti
- Boston Bruins
- Buffalo Sabres
- Calgary Flames
- Carolina Hurricanes
- Chicago Blackhawks
- Colorado Avalanche
- Dallas Stars
- Detroit Red Wings
- Edmonton Oilers
- Florida Panthers
- Los Angeles Kings
- Mighty Ducks Anaheim
- Montreal Canadiens

- New Jersey Devils
- New York Islanders
- New York Rangers
- Ottawa Senators
- Philadelphia Flyers
- Phoenix Coyotes
- Pittsburgh Penguins
- San Jose Sharks
- St. Louis Blues
- Tampa Bay Lightning
- Toronto Maple Leafs
- Vancouver Canucks
- Washington Capitals

## Pre-season

### NHL Entry Draft
L'Entry Draft si tenne il 21 giugno 1997 presso la Civic Arena di Pittsburgh, in Pennsylvania. I Boston Bruins nominarono come prima scelta assoluta il centro canadese Joe Thornton. Altri giocatori rilevanti selezionati per giocare in NHL furono Roberto Luongo, Marián Hossa, Brenden Morrow e David Äbischer.

## Stagione regolare

### Classifiche
= Qualificata per i playoff,       = Primo posto nella Conference,       = Vincitore del Presidents' Trophy, ( ) = Posizione nella Conference

#### Eastern Conference
Northeast Division
|    |                         | PG | V  | S  | N  | GF  | GS  | PT |
| -- | ----------------------- | -- | -- | -- | -- | --- | --- | -- |
| 1. | Pittsburgh Penguins (2) | 82 | 40 | 24 | 18 | 228 | 188 | 98 |
| 2. | Boston Bruins (5)       | 82 | 39 | 30 | 13 | 221 | 194 | 91 |
| 3. | Buffalo Sabres (6)      | 82 | 36 | 29 | 17 | 211 | 187 | 89 |
| 4. | Montreal Canadiens (7)  | 82 | 37 | 32 | 13 | 235 | 208 | 87 |
| 5. | Ottawa Senators (8)     | 82 | 34 | 33 | 15 | 193 | 200 | 83 |
| 6. | Carolina Hurricanes (9) | 82 | 33 | 41 | 8  | 200 | 219 | 74 |

Atlantic Division
|    |                          | PG | V  | S  | N  | GF  | GS  | PT  |
| -- | ------------------------ | -- | -- | -- | -- | --- | --- | --- |
| 1. | New Jersey Devils (1)    | 82 | 48 | 23 | 11 | 225 | 166 | 107 |
| 2. | Philadelphia Flyers (3)  | 82 | 42 | 29 | 11 | 242 | 193 | 95  |
| 3. | Washington Capitals (4)  | 82 | 40 | 30 | 12 | 219 | 202 | 92  |
| 4. | New York Islanders (10)  | 82 | 30 | 41 | 11 | 212 | 225 | 71  |
| 5. | New York Rangers (11)    | 82 | 25 | 39 | 18 | 197 | 231 | 68  |
| 6. | Florida Panthers (12)    | 82 | 24 | 43 | 15 | 203 | 256 | 63  |
| 7. | Tampa Bay Lightning (13) | 82 | 17 | 55 | 10 | 151 | 269 | 44  |

#### Western Conference
Central Division
|    |                          | PG | V  | S  | N  | GF  | GS  | PT  |
| -- | ------------------------ | -- | -- | -- | -- | --- | --- | --- |
| 1. | Dallas Stars (1)         | 82 | 49 | 22 | 11 | 242 | 167 | 109 |
| 2. | Detroit Red Wings (3)    | 82 | 44 | 23 | 15 | 250 | 196 | 103 |
| 3. | St. Louis Blues (4)      | 82 | 45 | 29 | 8  | 256 | 204 | 98  |
| 4. | Phoenix Coyotes (7)      | 82 | 35 | 35 | 12 | 224 | 227 | 82  |
| 5. | Chicago Blackhawks (9)   | 82 | 30 | 39 | 13 | 192 | 199 | '73 |
| 6. | Toronto Maple Leafs (10) | 82 | 30 | 43 | 9  | 194 | 237 | 69  |

Pacific Division
|    |                           | PG | V  | S  | N  | GF  | GS  | PT |
| -- | ------------------------- | -- | -- | -- | -- | --- | --- | -- |
| 1. | Colorado Avalanche (2)    | 82 | 39 | 26 | 17 | 231 | 205 | 98 |
| 2. | Los Angeles Kings (5)     | 82 | 38 | 33 | 11 | 227 | 225 | 87 |
| 3. | Edmonton Oilers (6)       | 82 | 35 | 37 | 10 | 215 | 224 | 80 |
| 4. | San Jose Sharks (8)       | 82 | 34 | 38 | 10 | 210 | 216 | 78 |
| 5. | Calgary Flames (11)       | 82 | 26 | 41 | 15 | 217 | 252 | 67 |
| 6. | Mighty Ducks Anaheim (12) | 82 | 26 | 43 | 13 | 201 | 261 | 65 |
| 7. | Vancouver Canucks (13)    | 82 | 25 | 43 | 14 | 224 | 273 | 64 |

### Statistiche

#### Classifica marcatori
La seguente lista elenca i migliori marcatori al termine della stagione regolare.

| Giocatore      | Squadra              | PG | G  | A  | Pt  | +/- | MP |
| -------------- | -------------------- | -- | -- | -- | --- | --- | -- |
| Jaromír Jágr   | Pittsburgh Penguins  | 77 | 35 | 67 | 102 | +17 | 64 |
| Peter Forsberg | Colorado Avalanche   | 72 | 25 | 66 | 91  | +6  | 94 |
| Pavel Bure     | Florida Panthers     | 82 | 51 | 39 | 90  | +5  | 48 |
| Wayne Gretzky  | New York Rangers     | 82 | 23 | 67 | 90  | -11 | 28 |
| John Leclair   | Philadelphia Flyers  | 81 | 25 | 67 | 87  | +12 | 20 |
| Žigmund Pálffy | Los Angeles Kings    | 82 | 42 | 42 | 87  | -2  | 34 |
| Ron Francis    | Pittsburgh Penguins  | 81 | 25 | 62 | 87  | +12 | 20 |
| Teemu Selänne  | Mighty Ducks Anaheim | 73 | 52 | 34 | 86  | +12 | 30 |
| Jason Allison  | Boston Bruins        | 81 | 33 | 50 | 83  | +33 | 60 |
| Jozef Stümpel  | Los Angeles Kings    | 77 | 21 | 58 | 79  | +17 | 53 |

#### Classifica portieri
La seguente lista elenca i migliori portieri al termine della stagione regolare.

| Giocatore      | Squadra             | PG | Min     | V  | S  | P  | GS  | SO | Sv%  | MGS  |
| -------------- | ------------------- | -- | ------- | -- | -- | -- | --- | -- | ---- | ---- |
| Ed Belfour     | Dallas Stars        | 61 | 3580:49 | 37 | 12 | 10 | 112 | 9  | .916 | 1.88 |
| Martin Brodeur | New Jersey Devils   | 70 | 4128:24 | 43 | 17 | 8  | 130 | 10 | .917 | 1.89 |
| Tom Barrasso   | Pittsburgh Penguins | 63 | 3542:07 | 31 | 14 | 13 | 122 | 7  | .922 | 2.07 |
| Dominik Hašek  | Buffalo Sabres      | 72 | 4219:36 | 33 | 23 | 13 | 147 | 13 | .932 | 2.09 |
| Ron Hextall    | Philadelphia Flyers | 46 | 2687:37 | 21 | 17 | 7  | 97  | 4  | .911 | 2.17 |
| Trevor Kidd    | Carolina Hurricanes | 47 | 2685:00 | 21 | 21 | 3  | 97  | 3  | .922 | 2.17 |
| Jamie McLennan | St. Louis Blues     | 30 | 1658:13 | 16 | 8  | 2  | 60  | 2  | .903 | 2.17 |
| Jeff Hackett   | Chicago Blackhawks  | 58 | 3440:30 | 21 | 25 | 11 | 126 | 8  | .917 | 2.20 |
| Olaf Kölzig    | Washington Capitals | 64 | 3788:01 | 33 | 18 | 10 | 139 | 5  | .920 | 2.20 |
| Chris Osgood   | Detroit Red Wings   | 64 | 3806:39 | 33 | 20 | 11 | 140 | 6  | .913 | 2.21 |

## Playoff

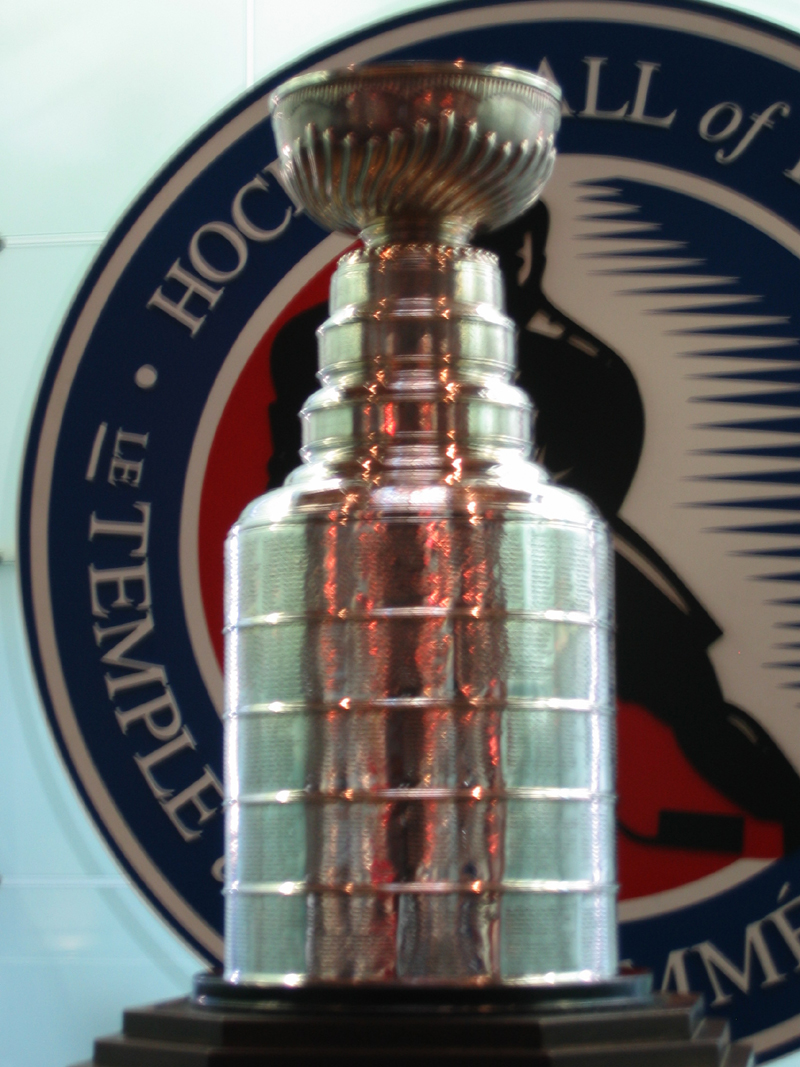
Il trofeo della Stanley Cup

Al termine della stagione regolare le migliori 16 squadre del campionato si sono qualificate per i playoff. I Dallas Stars si aggiudicarono il Presidents' Trophy avendo ottenuto il miglior record della lega con 109 punti. I campioni di ciascuna Division conservarono il proprio ranking per l'intera durata dei playoff, mentre le altre squadre furono ricollocate nella graduatoria dopo ciascun turno.

### Tabellone playoff
In ciascun turno la squadra con il ranking più alto si sfidò con quella dal posizionamento più basso, usufruendo anche del vantaggio del fattore campo. Nella finale di Stanley Cup il fattore campo fu determinato dai punti ottenuti in stagione regolare dalle due squadre. Ciascuna serie, al meglio delle sette gare, seguì il formato 2–2–1–1–1: la squadra migliore in stagione regolare avrebbe disputato in casa Gara-1 e 2, (se necessario anche Gara-5 e 7), mentre quella posizionata peggio avrebbe giocato nel proprio palazzetto Gara-3 e 4 (se necessario anche Gara-6).
|  | Quarti di finale Conference | Quarti di finale Conference                      | Quarti di finale Conference |   |                     | Semifinali Conference | Semifinali Conference | Semifinali Conference |                    |                    | Finali Conference   | Finali Conference  | Finali Conference  |  |  | Finale Stanley Cup | Finale Stanley Cup | Finale Stanley Cup |
|  |                             |                                                  |                             |   |                     |                       |                       |                       |                    |                    |                     |                    |                    |  |  |                    |                    |                    |
|  | 1                           | New Jersey Devils                                | 2                           |   |                     | 4                     | Washington Capitals   | 4                     |                    |                    |                     |                    |                    |  |  |                    |                    |                    |
|  | 8                           | Ottawa Senators                                  | 4                           |   |                     | 8                     | Ottawa Senators       | 1                     |                    |                    |                     |                    |                    |  |  |                    |                    |                    |
|  |                             |                                                  |                             |   |                     |                       |                       |                       |                    |                    |                     |                    |                    |  |  |                    |                    |                    |
|  | 2                           | Pittsburgh Penguins                              | 2                           |   |                     |                       |                       |                       | Eastern Conference | Eastern Conference | Eastern Conference  | Eastern Conference | Eastern Conference |  |  |                    |                    |                    |
|  | 2                           | Pittsburgh Penguins                              | 2                           |   |                     |                       |                       |                       | Eastern Conference | Eastern Conference | Eastern Conference  | Eastern Conference | Eastern Conference |  |  |                    |                    |                    |
|  | 7                           | Montreal Canadiens                               | 4                           |   |                     |                       |                       |                       |                    |                    |                     |                    |                    |  |  |                    |                    |                    |
|  | 7                           | Montreal Canadiens                               | 4                           |   |                     |                       |                       |                       |                    | 4                  | Washington Capitals | 4                  |                    |  |  |                    |                    |                    |
|  |                             |                                                  |                             |   |                     |                       |                       |                       |                    | 4                  | Washington Capitals | 4                  |                    |  |  |                    |                    |                    |
|  |                             | 6                                                | Buffalo Sabres              | 2 |                     |                       |                       |                       |                    |                    |                     |                    |                    |  |  |                    |                    |                    |
|  | 3                           | 6                                                | Buffalo Sabres              | 2 | Philadelphia Flyers | 1                     |                       |                       |                    |                    |                     |                    |                    |  |  |                    |                    |                    |
|  | 3                           |                                                  |                             |   | Philadelphia Flyers | 1                     |                       |                       |                    |                    |                     |                    |                    |  |  |                    |                    |                    |
|  | 6                           | Buffalo Sabres                                   | 4                           |   |                     |                       |                       |                       |                    |                    |                     |                    |                    |  |  |                    |                    |                    |
|  | 6                           | Buffalo Sabres                                   | 4                           |   |                     |                       |                       |                       |                    |                    |                     |                    |                    |  |  |                    |                    |                    |
|  |                             |                                                  |                             |   |                     |                       |                       |                       |                    |                    |                     |                    |                    |  |  |                    |                    |                    |
|  |                             |                                                  |                             |   |                     |                       |                       |                       |                    |                    |                     |                    |                    |  |  |                    |                    |                    |
|  | 4                           | Washington Capitals                              | 4                           |   | 6                   | Buffalo Sabres        | 4                     |                       |                    |                    |                     |                    |                    |  |  |                    |                    |                    |
|  | 4                           | Washington Capitals                              | 4                           |   | 6                   | Buffalo Sabres        | 4                     |                       |                    |                    |                     |                    |                    |  |  |                    |                    |                    |
|  | 5                           | Boston Bruins                                    | 2                           |   |                     | 7                     | Montreal Canadiens    | 0                     |                    |                    |                     |                    |                    |  |  |                    |                    |                    |
|  | 5                           | Boston Bruins                                    | 2                           |   |                     |                       |                       |                       |                    | E4                 | Washington Capitals | 0                  |                    |  |  |                    |                    |                    |
|  |                             | (Accoppiamenti ristabiliti dopo il primo turno.) |                             |   |                     |                       |                       |                       |                    | E4                 | Washington Capitals | 0                  |                    |  |  |                    |                    |                    |
|  |                             | W3                                               | Detroit Red Wings           | 4 |                     |                       |                       |                       |                    |                    |                     |                    |                    |  |  |                    |                    |                    |
|  | 1                           | W3                                               | Detroit Red Wings           | 4 | Dallas Stars        | 4                     |                       |                       | 1                  | Dallas Stars       | 4                   |                    |                    |  |  |                    |                    |                    |
|  | 1                           |                                                  |                             |   | Dallas Stars        | 4                     |                       |                       | 1                  | Dallas Stars       | 4                   |                    |                    |  |  |                    |                    |                    |
|  | 8                           | San Jose Sharks                                  | 2                           |   |                     | 7                     | Edmonton Oilers       | 1                     |                    |                    |                     |                    |                    |  |  |                    |                    |                    |
|  | 8                           | San Jose Sharks                                  | 2                           |   |                     | 7                     | Edmonton Oilers       | 1                     |                    |                    |                     |                    |                    |  |  |                    |                    |                    |
|  |                             |                                                  |                             |   |                     |                       |                       |                       |                    |                    |                     |                    |                    |  |  |                    |                    |                    |
|  | 2                           | Colorado Avalanche                               | 3                           |   |                     |                       |                       |                       |                    |                    |                     |                    |                    |  |  |                    |                    |                    |
|  | 2                           | Colorado Avalanche                               | 3                           |   |                     |                       |                       |                       |                    |                    |                     |                    |                    |  |  |                    |                    |                    |
|  | 7                           | Edmonton Oilers                                  | 4                           |   |                     |                       |                       |                       |                    |                    |                     |                    |                    |  |  |                    |                    |                    |
|  | 7                           | Edmonton Oilers                                  | 4                           |   |                     |                       |                       |                       | 1                  | Dallas Stars       | 2                   |                    |                    |  |  |                    |                    |                    |
|  |                             |                                                  |                             |   |                     |                       |                       |                       | 1                  | Dallas Stars       | 2                   |                    |                    |  |  |                    |                    |                    |
|  |                             | 3                                                | Detroit Red Wings           | 4 |                     |                       |                       |                       |                    |                    |                     |                    |                    |  |  |                    |                    |                    |
|  | 3                           | 3                                                | Detroit Red Wings           | 4 | Detroit Red Wings   | 4                     |                       |                       |                    |                    |                     |                    |                    |  |  |                    |                    |                    |
|  | 3                           |                                                  |                             |   | Detroit Red Wings   | 4                     |                       |                       |                    |                    |                     |                    |                    |  |  |                    |                    |                    |
|  | 6                           | Phoenix Coyotes                                  | 2                           |   |                     |                       |                       |                       |                    |                    | Western Conference  | Western Conference | Western Conference |  |  |                    |                    |                    |
|  | 6                           | Phoenix Coyotes                                  | 2                           |   |                     |                       |                       |                       |                    |                    | Western Conference  | Western Conference | Western Conference |  |  |                    |                    |                    |
|  |                             |                                                  |                             |   |                     |                       |                       |                       |                    |                    |                     |                    |                    |  |  |                    |                    |                    |
|  | 4                           | St. Louis Blues                                  | 4                           |   | 3                   | Detroit Red Wings     | 4                     |                       |                    |                    |                     |                    |                    |  |  |                    |                    |                    |
|  | 4                           | St. Louis Blues                                  | 4                           |   | 3                   | Detroit Red Wings     | 4                     |                       |                    |                    |                     |                    |                    |  |  |                    |                    |                    |
|  | 5                           | Los Angeles Kings                                | 0                           |   |                     | 4                     | St. Louis Blues       | 2                     |                    |                    |                     |                    |                    |  |  |                    |                    |                    |

### Stanley Cup
La finale della Stanley Cup 1998 è stata una serie al meglio delle sette gare che ha determinato il campione della National Hockey League per la stagione 1997-1998. I Detroit Red Wings hanno sconfitto i Washington Capitals in quattro partite e si sono aggiudicati la Stanley Cup per la nona volta nella loro storia, la seconda consecutiva. Per i Red Wings si trattò della ventunesima partecipazione alla finale, mentre per i Capitals si trattò della prima finale disputata.

## Premi NHL

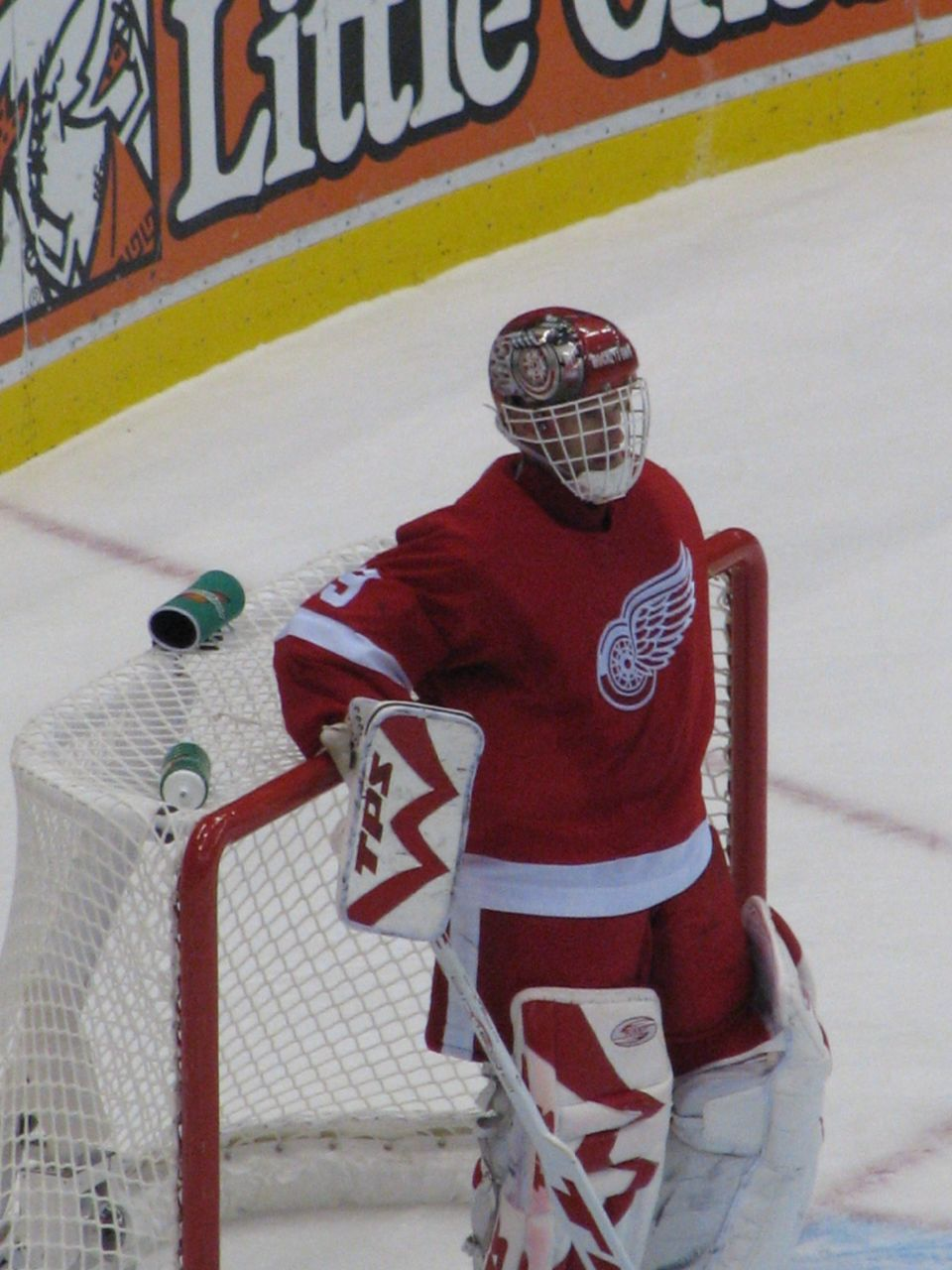
Dominik Hašek, vincitore per due anni consecutivi dei premi Hart Memorial Trophy, Lester B. Pearson Award e del Vezina Trophy.

### Riconoscimenti
- Stanley Cup: Detroit Red Wings
- Presidents' Trophy: Dallas Stars
- Prince of Wales Trophy: Washington Capitals
- Clarence S. Campbell Bowl: Detroit Red Wings
- Art Ross Trophy: Jaromír Jágr (Pittsburgh Penguins)
- Bill Masterton Memorial Trophy: Jamie McLennan (St. Louis Blues)
- Calder Memorial Trophy: Sergej Samsonov (Boston Bruins)
- Conn Smythe Trophy: Steve Yzerman (Detroit Red Wings)
- Frank J. Selke Trophy: Jere Lehtinen (Dallas Stars)
- Hart Memorial Trophy: Dominik Hašek (Buffalo Sabres)
- Jack Adams Award: Pat Burns (Boston Bruins)
- James Norris Memorial Trophy: Rob Blake (Los Angeles Kings)
- King Clancy Memorial Trophy: Kelly Chase (St. Louis Blues)
- Lady Byng Memorial Trophy: Ron Francis (Pittsburgh Penguins)
- Lester B. Pearson Award: Dominik Hašek (Buffalo Sabres)
- Lester Patrick Trophy: Peter Karmanos, Max McNab, Neal Broten, John Mayasich
- NHL Foundation Player Award: Kelly Chase (St. Louis Blues)
- NHL Plus/Minus Award: Chris Pronger (St. Louis Blues)
- Vezina Trophy: Dominik Hašek (Buffalo Sabres)
- William M. Jennings Trophy: Martin Brodeur (New Jersey Devils)

### NHL All-Star Team
First All-Star Team
- Attaccanti: John LeClair • Peter Forsberg • Jaromír Jágr
- Difensori: Rob Blake • Nicklas Lidström
- Portiere: Dominik Hašek

Second All-Star Team
- Attaccanti: Keith Tkachuk • Wayne Gretzky • Teemu Selänne
- Difensori: Chris Pronger • Scott Niedermayer
- Portiere: Martin Brodeur

NHL All-Rookie Team
- Attaccanti: Patrik Eliáš • Mike Johnson • Sergej Samsonov
- Difensori: Derek Morris • Mattias Öhlund
- Portiere: Jamie Storr